# Васугупта
Васугу́пта (860—925) — шиваитский философ и святой из Кашмира, основатель индуистской философской школы кашмирского шиваизма, автор известного трактата «Шива-сутры» и комментария к ним под названием «Спанда-карика». 
Согласно легенде, однажды Шива явился Васугупте во сне и наказал ему идти в место под название Харван. Проснувшись на следующее утро, Васугупта так и поступил. По прибытии туда, в лесу на берегу небольшой речушки, он обнаружил большой камень. От одного прикосновения Васугупты камень перевернулся и на его обратной стороне Васугупта обнаружил выгравированные «Шива-сутры». С тех пор этот камень (называемый Шанкарпал, или скала Шивы) является популярным местом паломничества для кашмирских шиваитов. Васугупта положил начало культурному и религиозному возрождению Кашмира, которое продолжалось вплоть до прибытия мусульман и насаждения ими ислама.